# Памятный знак на месте дома, где жил Л. И. Глебов
Памятный знак на месте дома, где жил Л. И. Глебов — памятник истории местного значения в Чернигове.

## История
Решением исполкома Черниговского областного совета народных депутатов трудящихся от 17.11.1980 № 551 памятному знаку присвоен статус памятник истории местного значения с охранным № 14 под названием Памятный знак на месте дома, где жил Л. И. Глебов (1827-1893 годы) — украинский поэт, баснописец, лирик. Памятный знак имеет собственную «охранную зону», согласно правилам застройки и использования территории.
Приказом Департамента культуры и туризма, национальностей и религий Черниговской областной государственной администрации от 07.06.2019 № 223 для памятника истории используется новое название — Памятный знак на месте дома, где жил поэт, баснописец, лирик Л. И. Глебов (1827-1893 годы).

## Описание
На территории современной Аллеи Героев был расположен дом, где в период 1867-1893 годы жил украинский поэт Леонид Иванович Глебов. Дом был одноэтажный, трёхоконный, деревянный на высоком кирпичном цоколе. Располагался на Шоссейной улице (современный проспект Мира). В доме был открыт музей. Дом был разрушен во время Великой Отечественной войны.
В 1977 году был установлен мемориальный знак — глыба из красного гранита, в центре которой закреплена плита из чёрного лабрадорита — стилизованная книга с мемориальной надписью.